# Schüssel

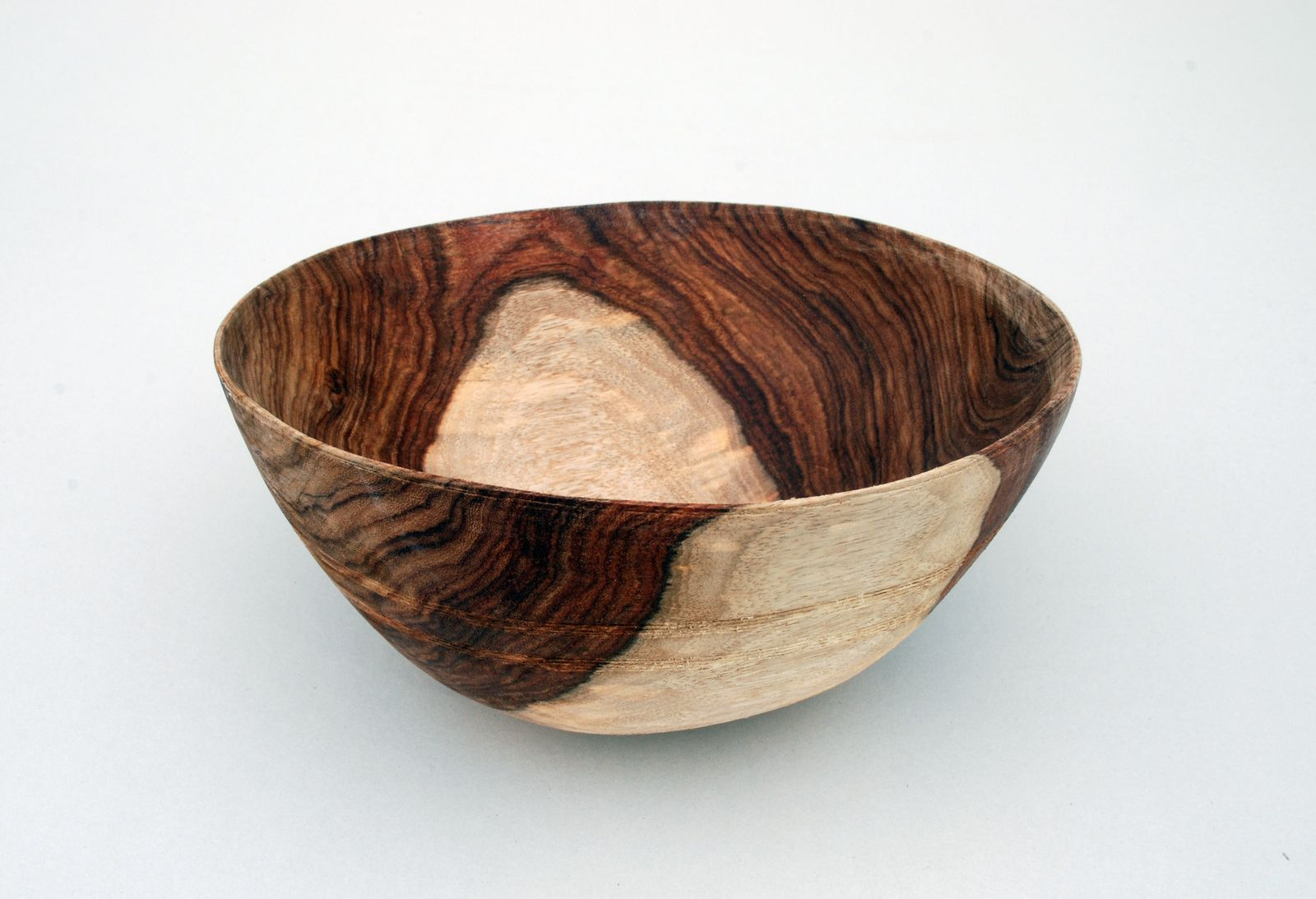
Eine sogenannte Gdah, eine mauretanische Schüssel aus Holz

Eine Schüssel ist ein meist tiefes, rundbauchiges Gefäß mit oder ohne Deckel, das zum Anrichten, Servieren oder Aufbewahren von Speisen verwendet wird. Eine kleine Schüssel ohne Deckel ist ein Napf. Unabhängig von ihrem Verwendungszweck ist eine Schale eine eher flachere und weitere Schüssel.

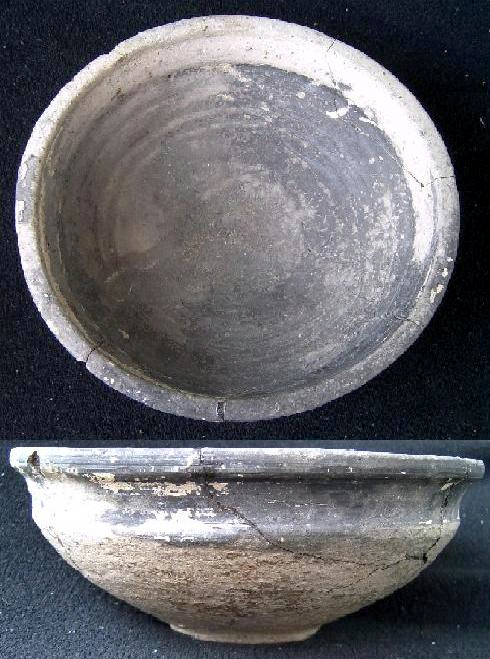
Antike, römische Schüsseln aus Ton

## Etymologie
Dieses Wort, wie so viele andere Gefäßbezeichnungen (vergleiche auch: Kessel, Pfanne, Eimer), ist als Fachwort von der römischen Küche zu den Germanen gekommen. Das althochdeutsche Scuzilla geht auf das lateinische Wort scutella zurück, was so viel bedeutet wie „Trinkschale“. Eine andere Bezeichnung ist der Begriff „Weitling“ oder „Weidling“, der vor allem im süddeutschen Sprachraum geläufig ist. Im Deutschen Wörterbuch wird er als „Irdene Schüssel“ bezeichnet. In Norddeutschland wird die Schüssel häufig auch als „Kumme“ oder „Kump“ bezeichnet.

## Geschichte

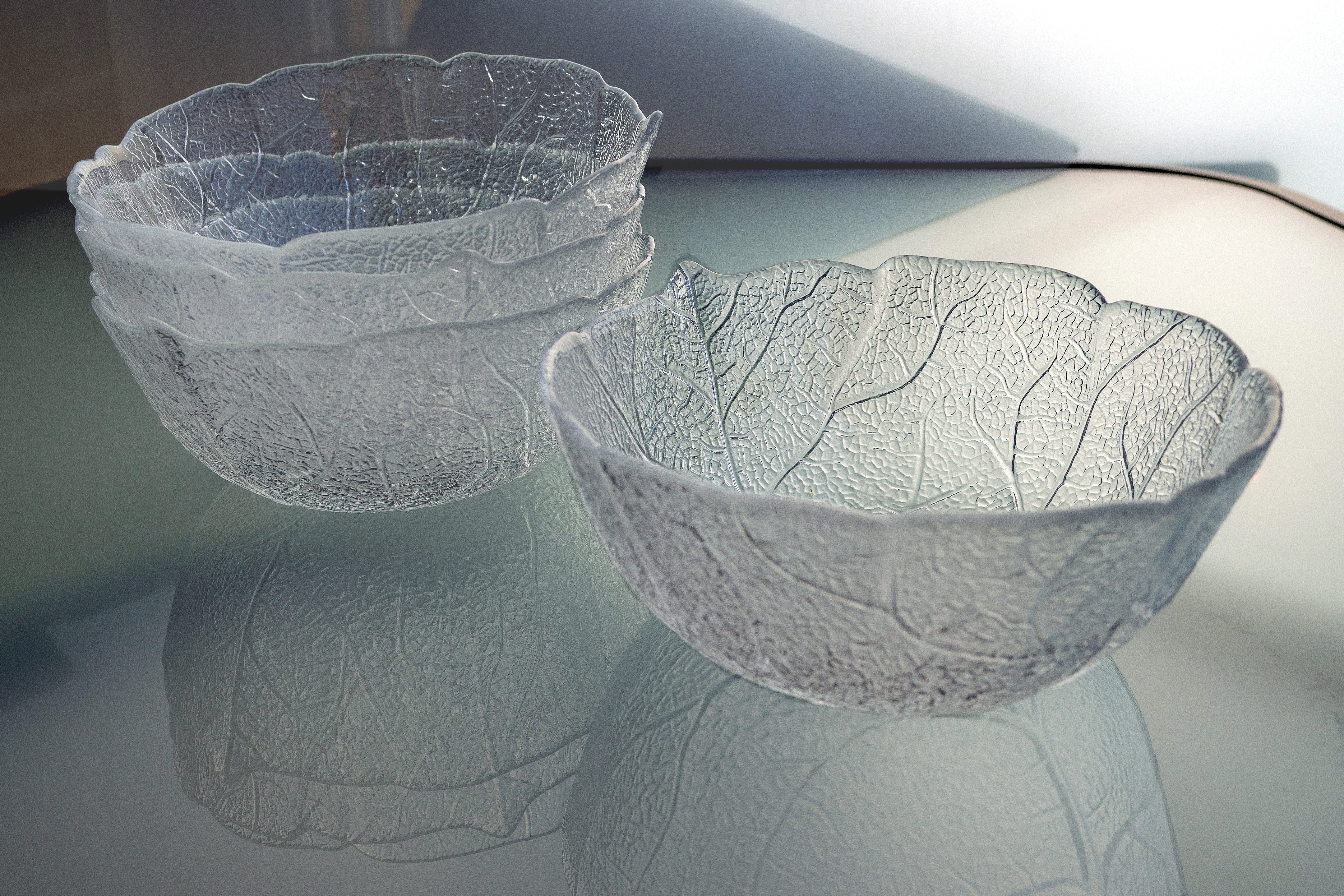
Schüsseln aus Glas der in den letzten Jahrzehnten besonders in Deutschland beliebten Luminarc-Serie Aspen

Schüsseln wurden schon seit der Jungsteinzeit genutzt. Damals bestanden sie aus Stein, Holz oder Ton. Heute gibt es sie auch aus Kunststoff, Glas (z. B. Borosilikatglas (Pyrex)), Porzellan, Keramik und Metall.
Die zunehmende Verbreitung von Küchenmaschinen hat die Verwendung von Rührschüsseln aus bruchfestem Kunststoff für Lebensmittel, besonders für Flüssigkeiten, zähflüssige Stoffe oder Salate erleichtert. In ihnen werden Speisen angerichtet oder serviert sowie Teige geknetet und gerührt. Ein bekanntes Beispiel ist die Margrethe-Rührschüssel.

## Symbolische Bedeutung
Die Schüssel gilt wie auch die Schale als ein uraltes, fast archaisches Symbol im Unbewussten des Menschen. In der Traumdeutung wird sie als Symbol des Schoßes angesehen, übersetzt auch als Opferschale. Man opfert sich für jemanden auf oder gibt sich (als Frau) jemandem ganz hin. Zerbricht gar die Schüssel, dann zerbreche auch die Liebe.

## Redewendungen
- „Einen Sprung in der Schüssel haben“ sagt man über jemanden, den man für leicht verrückt hält.
- „Vor leeren Schüsseln sitzen“ bedeutet, hungern zu müssen.
- „Aus einer Schüssel essen“ bedeutet, gemeinsame Sache mit jemandem zu machen.
- In der Studentensprache bedeutete „Aufschüsseln“ das Herbeischaffen von Essen in großer Menge oder auch bloß Speisen auftragen.[6]